# Muhammad Alauddin
Muhammad Alauddin (arabisch محمد علاء الدين) war der siebzehnte Sultan von Brunei nach offizieller Zählung. Er regierte von 1730 bis zu seinem Tod 1737. Er war der Vater von Omar Ali Saifuddin I., dem 18. Sultan von Brunei.

## Leben

### Herkunft
Muhammad Alauddin war der Sohn von Pengiran Di-Gadong Shahmubin, des Sohnes von Sultan Muhyiddin und von Pengiran Anak Besar, der Tochter von Pengiran Muda Besar Abdullah des ältesten Sohnes von Abdul Jalilul Akbar.

### Regierungszeit
Der Sultan beauftragte Datu Imam Yaakub, das Salasilah Sultan-Sultan Brunei (Genealogie der Sultane von Brunei) zusammenzustellen. Die genealogischen Daten dienten Khatib Haji Abdul Latif bei der Abfassung des Batu Tarsilah, welches in der Herrschaftszeit von Muhammad Tajuddin verfasst wurde. Bis heute ist das Batu Tarsilah die wichtigste historische Quelle für die Geschichte von Brunei.
In die Herrschaftszeit von Muhammad Alauddin fielen auch verschiedene Begegnungen mit Spaniern, die sich zu der Zeit auf den Philippinen ausbreiteten.

### Tod
Muhammad Alauddin starb 1737. Sein Nachfolger wurde Hussin Kamaluddin, der ein zweites Mal die Herrschaft übernahm, bis Muhammads Sohn, Omar Ali Saifuddin I., schließlich 1740 die Macht übernahm.

## Spanische Berichte
Spanische Aufzeichnungen berichten von Kontakten mit dem Sultan von Brunei, „Muhammad Alauddin“, 1682. Ein „Spanisch-Bruneiischer Vertrag“ wurde 1685 geschlossen, in dem der Sultan als Sultan Mahamat Alaodin Rey de la isla de Borney benannt wird. Der Vertrag erlaubte den Spaniern, chinesische Händler nach Brunei zu entsenden. Brunei versprach den Spaniern auch Unterstützung bei der Unterdrückung der Sama-Bajau, die die spanischen Besitzungen auf den Philippinen bedrohten.
Die spanischen Quellen berichten, dass der Sultan Muhammad Alauddin keine legitimen Erben gehabt habe und beschreiben den Pengiran Bendahara als fähigen und energischen Mann. Der Pengiran Bendahara war der erste in der Thronfolge.
Die spanischen Aufzeichnungen weichen also stark von den bruneiischen Quellen ab.